# Simon Aichner

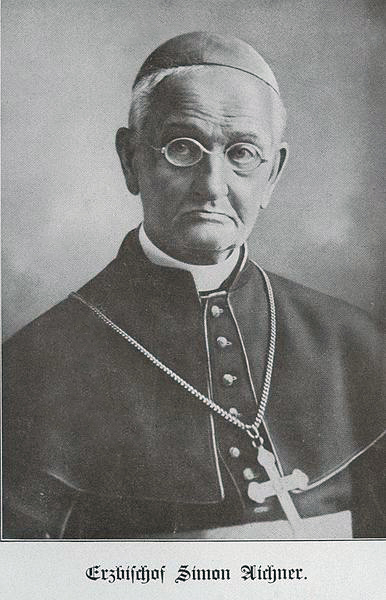
Fürstbischof Simon Aichner

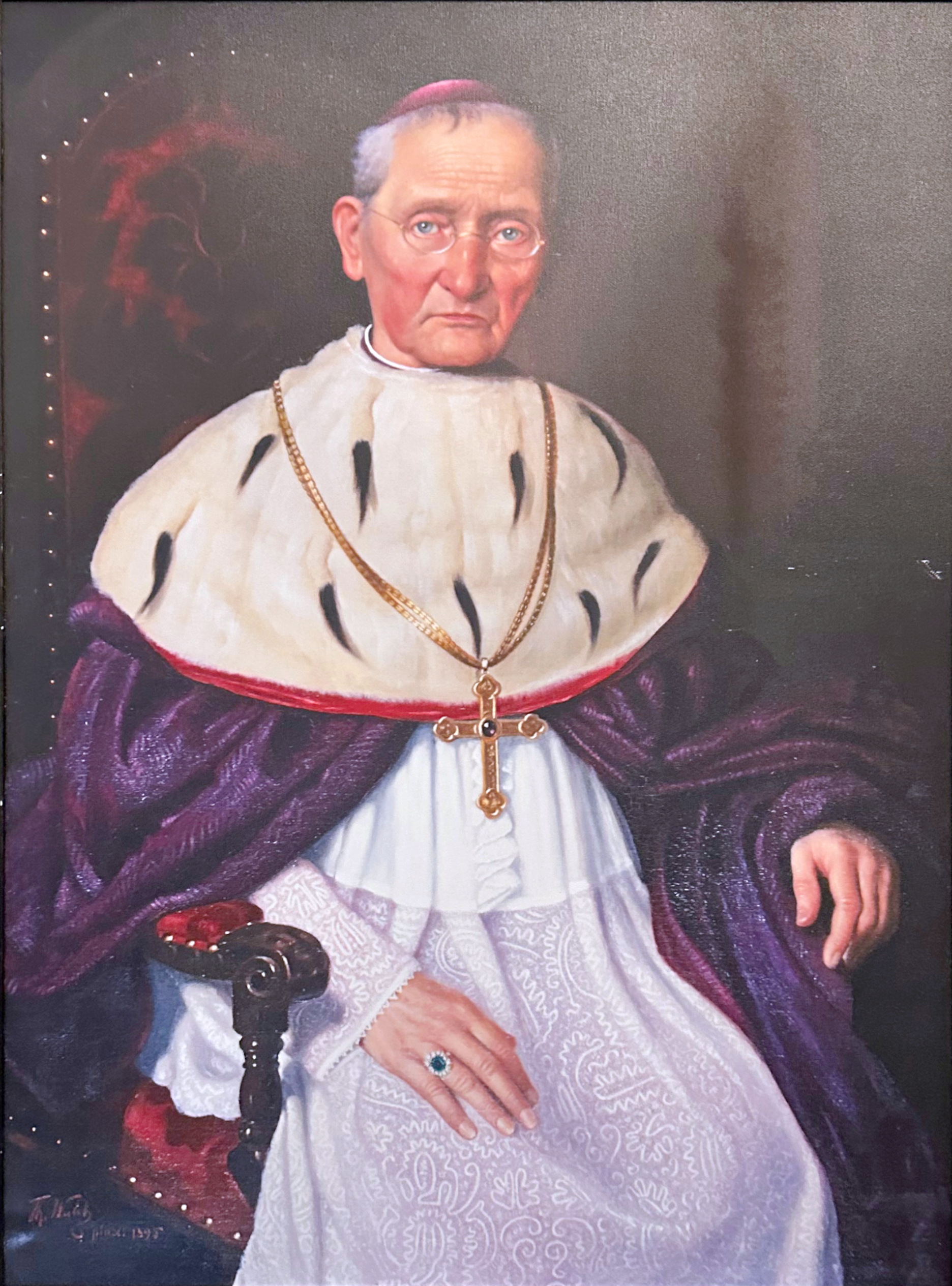
Fürstbischof Simon Aichner, Ölgemälde von Thomas Walch (1895)

Simon Aichner (* 19. Oktober 1816 in Terenten, Tirol; † 1. November 1910 in Neustift) war Fürstbischof von Brixen.

## Leben

### Herkunft und frühes Wirken
Simon Aichner ist als ältester von elf Buben in Terenten beim Schmied am Bach als Sohn des Georg Aichner, Schmiedemeister, und der Theresia Mayramgraben geboren (deshalb auch „Schmied-Simmile“ genannt). Er besuchte in Bozen das Gymnasium und studierte am Priesterseminar in Brixen Theologie. Am 2. August 1840 wurde er in Brixen zum Priester geweiht. Von 1840 bis 1851 wirkte er als Hilfspriester in Stilfes bei Sterzing, wo er neben seinen Arbeiten noch jeden Tag in der Wallfahrtskirche in Trens Messe lesen musste. Ein Jahr amtierte Aichner als Pfarrer von Luttach, 1852 berief man ihn als Studienpräfekt an das Priesterseminar nach Brixen, wo er 1854 auch die Professur des Kirchenrechts übernahm. Ab 1861 avancierte er zum Regens und leitete das Seminar 21 Jahre lang. Hier publizierte Simon Aichner ein Lehrbuch des Kirchenrechts in lateinischer Sprache, das nicht nur in Österreich, sondern auch im Ausland großes Aufsehen erregte und viel zu seiner späteren Berufung auf den bischöflichen Stuhl beitrug. Die Universität Wien ernannte ihn im Jahr 1865 wegen dieses Werkes zum Doktor der Theologie. Im Jahre 1879 erhielt Simon Aichner von Papst Leo XIII. in Anbetracht seines 25-jährigen Wirkens als Erzieher des Klerus der Diözese den Titel Päpstlicher Hausprälat, mit der Anrede „Hochwürdigster Herr Prälat“ oder seltener „Monsignore“.

### Fürstbischof und Erzbischof

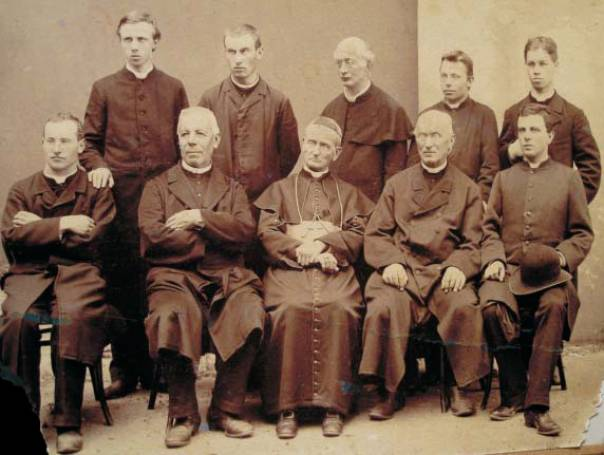
Der neue Fürstbischof nach seiner Wahl im Kreise seiner Mitarbeiter; hinter dem Bischof der Kapitularvikar Franz Schmid

1882 wurde Aichner zum Generalvikar von Vorarlberg und Weihbischof der Diözese Brixen sowie zum Titularbischof von Sebaste in Cilicia ernannt und erhielt am 15. Oktober 1882 im Dom zu Brixen die Bischofsweihe. Als Hauptkonsekrator fungierte der Brixener Fürstbischof Johann von Leiß. 1884 trat er dessen Nachfolge als Fürstbischof der Diözese Brixen an, die er bis 1904 lenkte. Danach zog er sich als Emeritus und Titularerzbischof von Theodoropolis in das Kloster Neustift zurück, wo er am 1. November 1910 verstarb.
Unter dem Buchtitel „Der Heidenlehrer“ wurden 1911 posthum Vorträge über den Apostel Paulus veröffentlicht, die er zwischen 1856 und 1860 im Priesterseminar gehalten hatte.

## Ehrungen
- 1882: Ehrenbürgerwürde von Brixen
- 1904: Ehrenbürgerwürde von Neustift